# Hassler Motor Company
Hassler Motor Company war ein US-amerikanischer Hersteller von Automobilen.

## Unternehmensgeschichte
Robert H. Hassler war 1904 einer der Gründer der Marion Motor Car Company. Später stellte er mit seiner Robert H. Hassler Inc. Stoßdämpfer, Kraftübertragungen und andere Bauteile für Fahrzeuge her.
1917 gründete er das Unternehmen in Indianapolis in Indiana. Er stellte Automobile her, die er nach seinem Namen Hassler nannte. Die ersten Fahrzeuge wurden auf der Automobilausstellung in Chicago präsentiert. Im gleichen Jahr endete die Produktion.

## Fahrzeuge
Im Angebot stand nur ein Modell. Es hatte einen Vierzylindermotor der Buda Engine Co. 95,25 mm Bohrung und 130,175 mm Hub ergaben 3710 cm³ Hubraum.
Das Fahrgestell hatte 284 cm Radstand. Der einzige Aufbau war ein offener Roadster. Der Neupreis betrug 1650 US-Dollar.